# Mipo Odubeko
Ademipo Ibrahim Odubeko (Dublin, 21 oktober 2002) is een Iers voetballer van Nigeriaanse afkomst die doorgaans als aanvaller speelt.

## Carrière
Odubeko werd in Ierland geboren uit Nigeriaanse ouders. Nadat zijn gezin in 2015 was verhuisd naar Manchester in Engeland speelde hij eerst in de jeugdopleiding van Manchester City, later van Manchester United. In oktober 2019 tekende hij een driejarig contract bij West Ham United. Daar maakte hij op 11 januari 2021 zijn profdebuut tijdens een uitwedstrijd bij Stockport County om de FA Cup, als invaller voor Michail Antonio.
In het seizoen 2021/22 werd de aanvaller uitgeleend aan Huddersfield Town. Omdat hij daar weinig aan spelen toe kwam, werd hij halverwege het seizoen verhuurd aan een andere club, Doncaster Rovers. Daar kreeg hij meer speeltijd en scoorde er ook zijn eerste profdoelpunt op 15 april 2022 in een met 2-1 verloren uitwedstrijd bij Bolton Wandererers. Ook in het seizoen 2022/23 werd Odubeko uitgeleend, ditmaal aan Port Vale waar hij in 22 competitiewedstrijden drie doelpunten maakte. Na afloop van het seizoen kreeg Odubeko geen nieuw contract aangeboden bij West Ham United. Op 3 juli 2023 maakte VVV-Venlo bekend dat de transfervrije Ierse aanvaller als proefspeler aansloot bij de selectie tijdens de voorbereiding op het seizoen 2023/24. Een week later was Odubeko alweer vertrokken uit Venlo vanwege vermeende interesse van een Portugese club. Enkele dagen later tekende hij daar inderdaad een tweejarig contract bij CS Marítimo.

## Clubstatistieken
| Seizoen         | Club                | Competitie      | Competitie | Competitie | Beker | Beker | Overig1 | Overig1 | Totaal | Totaal |
| Seizoen         | Club                | Competitie      | Wed.       | Dlp.       | Wed.  | Dlp.  | Wed.    | Dlp.    | Wed.   | Dlp.   |
| --------------- | ------------------- | --------------- | ---------- | ---------- | ----- | ----- | ------- | ------- | ------ | ------ |
| 2020/21         | West Ham United     | Premier League  | 0          | 0          | 2     | 0     | 0       | 0       | 2      | 0      |
| 2021/22         | → Huddersfield Town | Championship    | 6          | 0          | 0     | 0     | —       | —       | 6      | 0      |
| 2021/22         | → Doncaster Rovers  | League One      | 16         | 2          | 0     | 0     | —       | —       | 16     | 2      |
| 2022/23         | → Port Vale         | League One      | 22         | 3          | 1     | 0     | 4       | 1       | 27     | 4      |
| 2023/24         | CS Marítimo         | Liga Portugal 2 | 0          | 0          | 0     | 0     | —       | —       | 0      | 0      |
| Carrière totaal | Carrière totaal     | Carrière totaal | 44         | 5          | 3     | 0     | 4       | 1       | 51     | 6      |